# Stenbitsjön, Ångermanland
Stenbitsjön är en sjö i Örnsköldsviks kommun i Ångermanland och ingår i Gideälvens huvudavrinningsområde. Sjön är 15,8 meter djup, har en yta på 0,402 kvadratkilometer och befinner sig 372,1 meter över havet. Sjön avvattnas av vattendraget Stenbitsjöbäcken. Vid provfiske har lake, mört och öring fångats i sjön.

## Delavrinningsområde
Stenbitsjön ingår i det delavrinningsområde (708790-160378) som SMHI kallar för Utloppet av Stenbitsjön. Medelhöjden är 413 meter över havet och ytan är 2,38 kvadratkilometer. Det finns ett avrinningsområde uppströms, och räknas det in blir den ackumulerade arean 7,31 kvadratkilometer. Stenbitsjöbäcken som avvattnar avrinningsområdet har biflödesordning 4, vilket innebär att vattnet flödar genom totalt 4 vattendrag innan det når havet efter 116 kilometer. Avrinningsområdet består mestadels av skog (82 procent). Avrinningsområdet har 0,4 kvadratkilometer vattenytor vilket ger det en sjöprocent på 16,8 procent.

## Namn
Namnet kommer från det ångermanländska namnet på fiskarten (bäck)öring.